# Cupa Campionilor Europeni 1974-1975
Ediția 1974-1975 a Cupei Campionilor Europeni a fost câștigată, pentru a doua oară consecutiv, de Bayern München, care a învins-o în finală pe formația engleză Leeds United.

## Prima rundă
| Echipa 1              | Scor gen. | Echipa 2       | Tur | Retur |
| --------------------- | --------- | -------------- | --- | ----- |
| Hvidovre              | 1–2       | Ruch Chorzów   | 0–0 | 1–2   |
| Jeunesse Esch         | 2–5       | Fenerbahçe     | 2–3 | 0–2   |
| Hajduk Split          | 9–1       | Keflavík       | 7–1 | 2–0   |
| Saint-Étienne         | 3–1       | Sporting CP    | 2–0 | 1–1   |
| Bayern München        | Bye       | –              | –   | –     |
| Magdeburg             | Bye       | –              | –   | –     |
| Cork Celtic           | (w/o)1    | Omonia         | –   | –     |
| Viking                | 2–6       | Ararat Yerevan | 0–2 | 2–4   |
| Levski-Spartak        | 1–7       | Újpesti Dózsa  | 0–3 | 1–4   |
| Leeds United          | 5–3       | Zürich         | 4–1 | 1–2   |
| Slovan Bratislava     | 5–5 (a)   | Anderlecht     | 4–2 | 1–3   |
| Celtic                | 1–3       | Olympiacos     | 1–1 | 0–2   |
| Feyenoord             | 11–1      | Coleraine      | 7–0 | 4–1   |
| VÖEST Linz            | 0–5       | Barcelona      | 0–0 | 0–5   |
| Valletta              | 2–4       | HJK            | 1–0 | 1–4   |
| Universitatea Craiova | 3–4       | Åtvidaberg     | 2–1 | 1–3   |

1 Omonia withdrew due to the political situation in Cyprus.

### Prima manșă
| Hvidovre | 0–0     | Ruch Chorzów |
| -------- | ------- | ------------ |
|          | Detalii |              |

| Jeunesse Esch         | 2–3     | Fenerbahçe                         |
| --------------------- | ------- | ---------------------------------- |
| Mond 56' Giuliani 76' | Detalii | Arpacıoğlu 22' Turan 48' Konca 72' |

| Hajduk Split                                                     | 7–1     | Keflavík       |
| ---------------------------------------------------------------- | ------- | -------------- |
| Žungul 2', 64' Jerković 16', 52' Buljan 22' Šurjak 41' Mijač 77' | Detalii | Jóhannsson 62' |

| Saint-Étienne             | 2–0     | Sporting CP |
| ------------------------- | ------- | ----------- |
| H. Revelli 15' Bereta 58' | Detalii |             |

| Viking | 0–2     | Ararat Yerevan    |
| ------ | ------- | ----------------- |
|        | Detalii | Markarov 51', 81' |

| Levski-Spartak | 0–3     | Újpesti Dózsa                  |
| -------------- | ------- | ------------------------------ |
|                | Detalii | Horváth 28' Bene 58' Dunai 76' |

| Leeds United                                  | 4–1     | FC Zürich |
| --------------------------------------------- | ------- | --------- |
| Clarke 15', 42' Lorimer 25' (pen.) Jordan 48' | Detalii | Katić 89' |

| Slovan Bratislava                     | 4–2     | Anderlecht              |
| ------------------------------------- | ------- | ----------------------- |
| Novotný 1' Masný 32', 44' Švehlík 63' | Detalii | Coeck 48' Van Himst 70' |

| Celtic     | 1–1     | Olympiacos   |
| ---------- | ------- | ------------ |
| Wilson 80' | Detalii | Persidis 16' |

| Feyenoord                                                           | 7–0     | Coleraine |
| ------------------------------------------------------------------- | ------- | --------- |
| Schoenmaker 23' Kreuz 27', 82', 86' Van Hanegem 35', 54' Ressel 60' | Detalii |           |

| VÖEST Linz | 0–0     | Barcelona |
| ---------- | ------- | --------- |
|            | Detalii |           |

| Valletta | 1–0     | HJK |
| -------- | ------- | --- |
| Magro 6' | Detalii |     |

| Universitatea Craiova     | 2–1     | Åtvidaberg    |
| ------------------------- | ------- | ------------- |
| Oblemenco 15', 50' (pen.) | Detalii | augustsson 6' |

### A doua manșă
| Ruch Chorzów  | 2–1     | Hvidovre     |
| ------------- | ------- | ------------ |
| Bula 34', 63' | Detalii | Pedersen 55' |

Ruch Chorzów s-a calificat cu scorul general de 2–1.
| Fenerbahçe               | 2–0     | Jeunesse Esch |
| ------------------------ | ------- | ------------- |
| Turan 31' (pen.) Șen 69' | Detalii |               |

Fenerbahçe s-a calificat cu scorul general de 5–2.
| Keflavík | 0–2     | Hajduk Split       |
| -------- | ------- | ------------------ |
|          | Detalii | Džoni 4' Mijač 52' |

Hajduk Split s-a calificat cu scorul general de 9–1.
| Sporting CP | 1–1     | Saint-Étienne  |
| ----------- | ------- | -------------- |
| Yazalde 38' | Detalii | H. Revelli 22' |

Saint-Étienne s-a calificat cu scorul general de 3–1.
| Ararat Yerevan                        | 4–2     | Viking                 |
| ------------------------------------- | ------- | ---------------------- |
| Markarov 29', 50', 59' Bondarenko 83' | Detalii | Nilsen 41' Berland 42' |

Ararat Yerevan s-a calificat cu scorul general de 6–2.
| Újpesti Dózsa                | 4–1     | Levski-Spartak |
| ---------------------------- | ------- | -------------- |
| Bene 13', 70' Dunai 58', 65' | Detalii | Voynov 19'     |

Újpesti Dózsa s-a calificat cu scorul general de 7–1.
| FC Zürich                       | 2–1     | Leeds United |
| ------------------------------- | ------- | ------------ |
| Katić 37' Rutschmann 42' (pen.) | Detalii | Clarke 36'   |

Leeds s-a calificat cu scorul general de 5–3.
| Anderlecht                          | 3–1     | Slovan Bratislava |
| ----------------------------------- | ------- | ----------------- |
| Van Himst 10' Coeck 12' Thissen 89' | Detalii | Masný 54'         |

Slovan Bratislava 5–5 Anderlecht . Anderlecht s-a calificat cu scorul general de datorită golului marcat în deplasare.
| Olympiacos                        | 2–0     | Celtic |
| --------------------------------- | ------- | ------ |
| Kritikopoulos 2' Stavropoulos 24' | Detalii |        |

Olympiacos s-a calificat cu scorul general de 3–1.
| Coleraine   | 1–4     | Feyenoord                                  |
| ----------- | ------- | ------------------------------------------ |
| Simpson 65' | Detalii | Schoenmaker 27', 44', 66' (pen.) Kreuz 56' |

Feyenoord s-a calificat cu scorul general de 11–1.
| Barcelona                                                    | 5–0     | VÖEST Linz |
| ------------------------------------------------------------ | ------- | ---------- |
| Asensi 22' Clares 30', 33' Juan Carlos 50' Rexach 76' (pen.) | Detalii |            |

Barcelona s-a calificat cu scorul general de 5–0.
| HJK                                                 | 4–1     | Valletta   |
| --------------------------------------------------- | ------- | ---------- |
| Rahja 8' Peltoniemi 17' Hämäläinen 37' Forssell 81' | Detalii | Giglio 89' |

HJK s-a calificat cu scorul general de 4–2.
| Åtvidaberg                                      | 3–1     | Universitatea Craiova |
| ----------------------------------------------- | ------- | --------------------- |
| Andersson 19' Almqvist 29' Wallinder 87' (pen.) | Detalii | Bradin 40'            |

Åtvidaberg s-a calificat cu scorul general de 4–3.

## A doua rundă

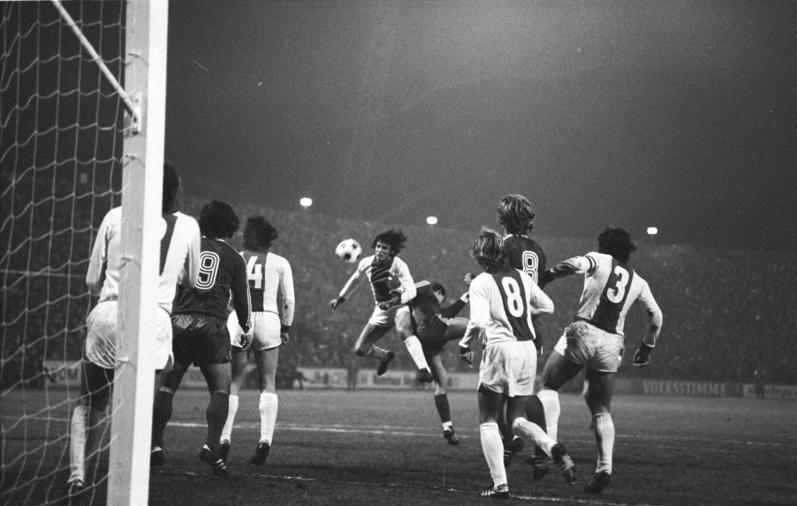
1. FC Magdeburg v. Bayern München

| Echipa 1       | Scor gen. | Echipa 2       | Tur | Retur |
| -------------- | --------- | -------------- | --- | ----- |
| Ruch Chorzów   | 4–1       | Fenerbahçe     | 2–1 | 2–0   |
| Hajduk Split   | 5–6       | Saint-Étienne  | 4–1 | 1–5   |
| Bayern München | 5–3       | Magdeburg      | 3–2 | 2–1   |
| Cork Celtic    | 1–7       | Ararat Yerevan | 1–2 | 0–5   |
| Újpesti Dózsa  | 1–5       | Leeds United   | 1–2 | 0–3   |
| Anderlecht     | 5–4       | Olympiacos     | 5–1 | 0–3   |
| Feyenoord      | 0–3       | Barcelona      | 0–0 | 0–3   |
| HJK            | 0–4       | Åtvidaberg     | 0–3 | 0–1   |

### Prima manșă
| Ruch Chorzów              | 2–1     | Fenerbahçe   |
| ------------------------- | ------- | ------------ |
| Kopicera 46' Benigier 61' | Detalii | Gülseven 38' |

| Hajduk Split                           | 4–1     | Saint-Étienne  |
| -------------------------------------- | ------- | -------------- |
| Jerković 29', 65' Žungul 57' Mijač 81' | Detalii | H. Revelli 35' |

| Bayern München                    | 3–2     | Magdeburg                       |
| --------------------------------- | ------- | ------------------------------- |
| Müller 51' (pen.), 63' Wunder 69' | Detalii | Hansen 1' (o.g.) Sparwasser 44' |

| Cork Celtic  | 1–2     | Ararat Yerevan               |
| ------------ | ------- | ---------------------------- |
| Tambling 90' | Detalii | Zanazanyan 25' Ghazaryan 65' |

| Újpesti Dózsa      | 1–2     | Leeds United           |
| ------------------ | ------- | ---------------------- |
| Fazekas 19' (pen.) | Detalii | Lorimer 7' McQueen 22' |

| Anderlecht                                                            | 5–1     | Olympiacos       |
| --------------------------------------------------------------------- | ------- | ---------------- |
| Rensenbrink 23', 33' (pen.), 59' (pen.) Van der Elst 25' Ladinsky 70' | Detalii | Viera 28' (pen.) |

| Feyenoord | 0–0     | Barcelona |
| --------- | ------- | --------- |
|           | Detalii |           |

| HJK | 0–3     | Åtvidaberg                       |
| --- | ------- | -------------------------------- |
|     | Detalii | Almqvist 15', 75' Hasselberg 65' |

### A doua manșă
| Fenerbahçe | 0–2     | Ruch Chorzów              |
| ---------- | ------- | ------------------------- |
|            | Detalii | Kopicera 16' Benigier 42' |

Ruch Chorzów s-a calificat cu scorul general de 4–1.
| Saint-Étienne                                                     | 5 – 1 (aet) | Hajduk Split |
| ----------------------------------------------------------------- | ----------- | ------------ |
| Larqué 36' Bathenay 61' Bereta 71' (pen.) Triantafyllos 82', 104' | Detalii     | Jovanić 60'  |

Saint-Étienne s-a calificat cu scorul general de 6–5.
| Magdeburg      | 1–2     | Bayern München  |
| -------------- | ------- | --------------- |
| Sparwasser 56' | Detalii | Müller 22', 55' |

Bayern München s-a calificat cu scorul general de 5–3.
| Ararat Yerevan                                                | 5–0     | Cork Celtic |
| ------------------------------------------------------------- | ------- | ----------- |
| Poghosyan 29', 67' Zanazanyan 54' Ishtoyan 62' Andreasyan 74' | Detalii |             |

Ararat Yerevan s-a calificat cu scorul general de 7–1.
| Leeds United                       | 3–0     | Újpesti Dózsa |
| ---------------------------------- | ------- | ------------- |
| McQueen 28' Bremner 46' Yorath 65' | Detalii |               |

Leeds s-a calificat cu scorul general de 5–1.
| Olympiacos            | 3–0     | Anderlecht |
| --------------------- | ------- | ---------- |
| Galakos 18', 68', 82' | Detalii |            |

Anderlecht s-a calificat cu scorul general de 5–4.
| Barcelona            | 3–0     | Feyenoord |
| -------------------- | ------- | --------- |
| Rexach 33', 39', 70' | Detalii |           |

Barcelona s-a calificat cu scorul general de 3–0.
| Åtvidaberg   | 1–0     | HJK |
| ------------ | ------- | --- |
| Almqvist 90' | Detalii |     |

Åtvidaberg s-a calificat cu scorul general de 4–0.

## Sferturi
| Echipa 1       | Scor gen. | Echipa 2       | Tur | Retur |
| -------------- | --------- | -------------- | --- | ----- |
| Ruch Chorzów   | 3–4       | Saint-Étienne  | 3–2 | 0–2   |
| Bayern München | 2–1       | Ararat Yerevan | 2–0 | 0–1   |
| Leeds United   | 4–0       | Anderlecht     | 3–0 | 1–0   |
| Barcelona      | 5–0       | Åtvidaberg     | 2–0 | 3–0   |

### Prima manșă
| Ruch Chorzów                            | 3–2     | Saint-Étienne                |
| --------------------------------------- | ------- | ---------------------------- |
| Maszczyk 9' Beniger 36' Bula 46' (pen.) | Detalii | Larqué 64' Triantafyllos 84' |

| Bayern München             | 2–0     | Ararat Yerevan |
| -------------------------- | ------- | -------------- |
| Hoeneß 78' Torstensson 83' | Detalii |                |

| Leeds United                       | 3–0     | Anderlecht |
| ---------------------------------- | ------- | ---------- |
| Jordan 10' McQueen 42' Lorimer 89' | Detalii |            |

| Barcelona              | 2–0     | Åtvidaberg |
| ---------------------- | ------- | ---------- |
| Marinho 42' Clares 81' | Detalii |            |

### A doua manșă
| Saint-Étienne                    | 2–0     | Ruch Chorzów |
| -------------------------------- | ------- | ------------ |
| Janvion 3' H. Revelli 84' (pen.) | Detalii |              |

Saint-Étienne s-a calificat cu scorul general de 4–3.
| Ararat Yerevan | 1–0     | Bayern München |
| -------------- | ------- | -------------- |
| Andreasyan 35' | Detalii |                |

Bayern München s-a calificat cu scorul general de 2–1.
| Anderlecht | 0–1     | Leeds United |
| ---------- | ------- | ------------ |
|            | Detalii | Bremner 74'  |

Leeds s-a calificat cu scorul general de 4–0.
| Åtvidaberg | 0–3     | Barcelona                                 |
| ---------- | ------- | ----------------------------------------- |
|            | Detalii | Olsson 28' (o.g.) Asensi 60' Neeskens 70' |

Barcelona s-a calificat cu scorul general de 5–0.

## Semifinale
| Echipa 1      | Scor gen. | Echipa 2       | Tur | Retur |
| ------------- | --------- | -------------- | --- | ----- |
| Saint-Étienne | 0–2       | Bayern München | 0–0 | 0–2   |
| Leeds United  | 3–2       | Barcelona      | 2–1 | 1–1   |

### Prima manșă
| Saint-Étienne | 0–0     | Bayern München |
| ------------- | ------- | -------------- |
|               | Detalii |                |

| Leeds United          | 2–1     | Barcelona  |
| --------------------- | ------- | ---------- |
| Bremner 9' Clarke 78' | Detalii | Asensi 66' |

### A doua manșă
| Bayern München                | 2–0     | Saint-Étienne |
| ----------------------------- | ------- | ------------- |
| Beckenbauer 2' Dürnberger 70' | Detalii |               |

Bayern München s-a calificat cu scorul general de 2–0 
| Barcelona  | 1–1     | Leeds United |
| ---------- | ------- | ------------ |
| Clares 69' | Detalii | Lorimer 7'   |

Leeds United s-a calificat cu scorul general de 3–2

## Finala
| Bayern München      | 2–1                 | Leeds United |
| ------------------- | ------------------- | ------------ |
| Roth 71' Müller 81' | Detalii MatchCentre | Gray 83'     |

## Golgheteri
Golgheterii sezonului de Cupa Campionilor Europeni 1974–75 sunt:
| Loc | Nume               | Echipă            | Goluri |
| --- | ------------------ | ----------------- | ------ |
| 1   | Eduard Markarov    | Ararat Yerevan    | 5      |
| 1   | Gerd Müller        | Bayern München    | 5      |
| 3   | Reine Almqvist     | Åtvidaberg        | 4      |
| 3   | Manuel Clares      | Barcelona         | 4      |
| 3   | Allan Clarke       | Leeds United      | 4      |
| 3   | Jurica Jerković    | Hajduk Split      | 4      |
| 3   | Wilhelm Kreuz      | Feyenoord         | 4      |
| 3   | Peter Lorimer      | Leeds United      | 4      |
| 3   | Hervé Revelli      | Saint-Étienne     | 4      |
| 3   | Carles Rexach      | Barcelona         | 4      |
| 3   | Lex Schoenmaker    | Feyenoord         | 4      |
| 12  | Juan Manuel Asensi | Barcelona         | 3      |
| 12  | Ferenc Bene        | Újpesti Dózsa     | 3      |
| 12  | Jan Beniger        | Ruch Chorzów      | 3      |
| 12  | Billy Bremner      | Leeds United      | 3      |
| 12  | Bronisław Bula     | Ruch Chorzów      | 3      |
| 12  | Antal Dunai        | Újpesti Dózsa     | 3      |
| 12  | Maik Galakos       | Olympiacos        | 3      |
| 12  | Marián Masný       | Slovan Bratislava | 3      |
| 12  | Gordon McQueen     | Leeds United      | 3      |
| 12  | Željko Mijač       | Hajduk Split      | 3      |
| 12  | Rob Rensenbrink    | Anderlecht        | 3      |
| 12  | Slaviša Žungul     | Hajduk Split      | 3      |